# Стрелец (литературен кръг)
Вижте пояснителната страница за други значения на Стрелец.
Литературният кръг „Стрелец“ се сформира в рамките на първия идейно целенасочен културен седмичник – вестник „Изток“. „Изток“ излиза две години – от 15 октомври 1925 до 16 юли 1927 г. в седемдесет броя. Вестникът се появява, когато вече основаното списание „Златорог“ иска да установи един следвоенен еклектичен класицизъм и порядък в литературния процес, а символистите тъкмо през това десетилетие се организират около сп. „Хиперион“.
Замисълът на организаторите е да се противопоставят или да преодолеят тези две тенденции. Една от основните идеи в програмата на в. „Изток“ е за национално издигане до европейско ниво, но на органична родна основа. Европеизацията и универсализацията са преобладаващите теми, поместват се и очерци за видни актуални личности.
Стопанин и редактор на вестника е заможният аптекар Теодор Милев, свободен интелигент, живял и учил в Германия, близък приятел на граф Херман фон Кайзерлинк. Редакторската част от сътрудническата група се събира всяка седмица у Теодор Милев. Приятелската и идейна група се е състояла от Теодор Милев, Константин Гълъбов, Чавдар Мутафов, Фани Попова-Мутафова, Асен Златаров, Атанас Илиев, Кера Илиева, Атанас Далчев, Димитър Пантелеев, Панчо Михайлов, Георги Караиванов, Светослав Минков, Кирил Кръстев.
За кръстник на кръга се смята заглавието на стихосбирката „Стрелец“ (1924) на Димитър Пантелеев, но аналогията с Гео-Милевите „Везни“ (от руското „Весы“) също е спомогнала да се изходи от зодиакалното съзвездие и зодията „Стрелец“ (Sagitarius). Във в. „Изток“ от 1 октомври 1926 г. Константин Гълъбов помества статията „Към младежта“, подписана за първи път от името на кръга „Стрелец“. През 1926 г. заедно с литературния кръг „Стрелец“ се създава и малко издателство (библиотека) със същото име. Вестник „Стрелец“ се образува от сътрудници на вестник „Изток“ и недоволни сътрудници на списанията „Златорог“ и „Хиперион“.
Предприетата стъпка била да се излезе от морализаторския дух на в. Изток, от еклектичния естетизъм на „Златорог“ и да се преодолеят символистичните позиции на „Хиперион“. Важна предпоставка за формирането на кръга „Стрелец“ е стълкновението във възгледите и дейността на двамата видни редактори критици Константин Гълъбов и Владимир Василев.
Друг важен фактор за появата на кръга е притегателната сила на все по-интензивното след войните движение „Родно изкуство“, което включва художниците Иван Милев, Владимир Димитров - Майстора, Иван Пенков, Васил Стоилов, Иван Лазаров, Цанко Лавренов, Дечко Узунов, Илия Петров. Това движение се обявява за една неофолклорна тематика и декоративна стилистика, но оплодена от западното образование и контакти на повечето от художниците.
Основен изразител на тази евро-българска идеология става Константин Гълъбов със своите статии и есета. Седмичникът „Стрелец“ излиза в 12 броя, от 6 април до 23 юни 1927 г. Главни редактори на вестника са Константин Гълъбов и Чавдар Мутафов. Литературни статии пишат Константин Гълъбов, Атанас Илиев, Георги Константинов, проф. Стефан Младенов, Кирил Кръстев, с театрални отзиви сътрудничи Вера Бояджиева-Фол. С проблемни статии участва и д-р Янко Янев. Едни от най-ценните статии в седмичника са критичните разбори на Чавдар Мутафов, посветени на видни български художници.
Литературният кръг „Стрелец“ също се оформя около интимно приятелско ядро, което се събира всяка седмица у някои от членовете. Редовни гости на тези срещи са Константин Гълъбов, Чавдар Мутафов, Георги Караиванов, Пантелей Карасимеонов, Атанас Далчев, Димитър Пантелеев, Кирил Кръстев, Панчо Михайлов, Светослав Минков, Атанас Илиев и Кера Илиева. Вестникът спира да излиза, защото неговата изисканост и новаторско мислене не са намерили широк читателски прием.